# Žemės ūkio bendrovė
Žemės ūkio bendrovė (ŽŪB; deutsch Landwirtschaftliches Unternehmen) ist eine Gesellschaftsform in der Landwirtschaft in Litauen.  Solche Unternehmen entstanden aus privatisierten ehemaligen landwirtschaftlichen Unternehmen (wie Sowchos, Kolchos in Sowjetlitauen) oder wurden von mindestens zwei Mitgliedern (natürlichen und juristischen Personen) gegründet. Die maximale Anzahl von Mitgliedern ist unbegrenzt, das Unternehmen muss einen Namen haben.
Ein Landwirtschaftliches Unternehmen ist eine juristische Person und eine Gesellschaft mit beschränkter Haftung. Aktivitäten aus der landwirtschaftlichen Produktion und Dienstleistungen müssen mehr als 50 % des Umsatzes betragen.